# 濮岩寺
濮岩寺位於重慶市合川縣西郊四川省合川師範學校後。古稱北岩，宋以後稱濮岩。 因寺後唐。宋、元、明、清各朝摩崖造像而聞名，文革中因採石被大部破壞，1985年8月3日列為合川縣重點文物保護單位。

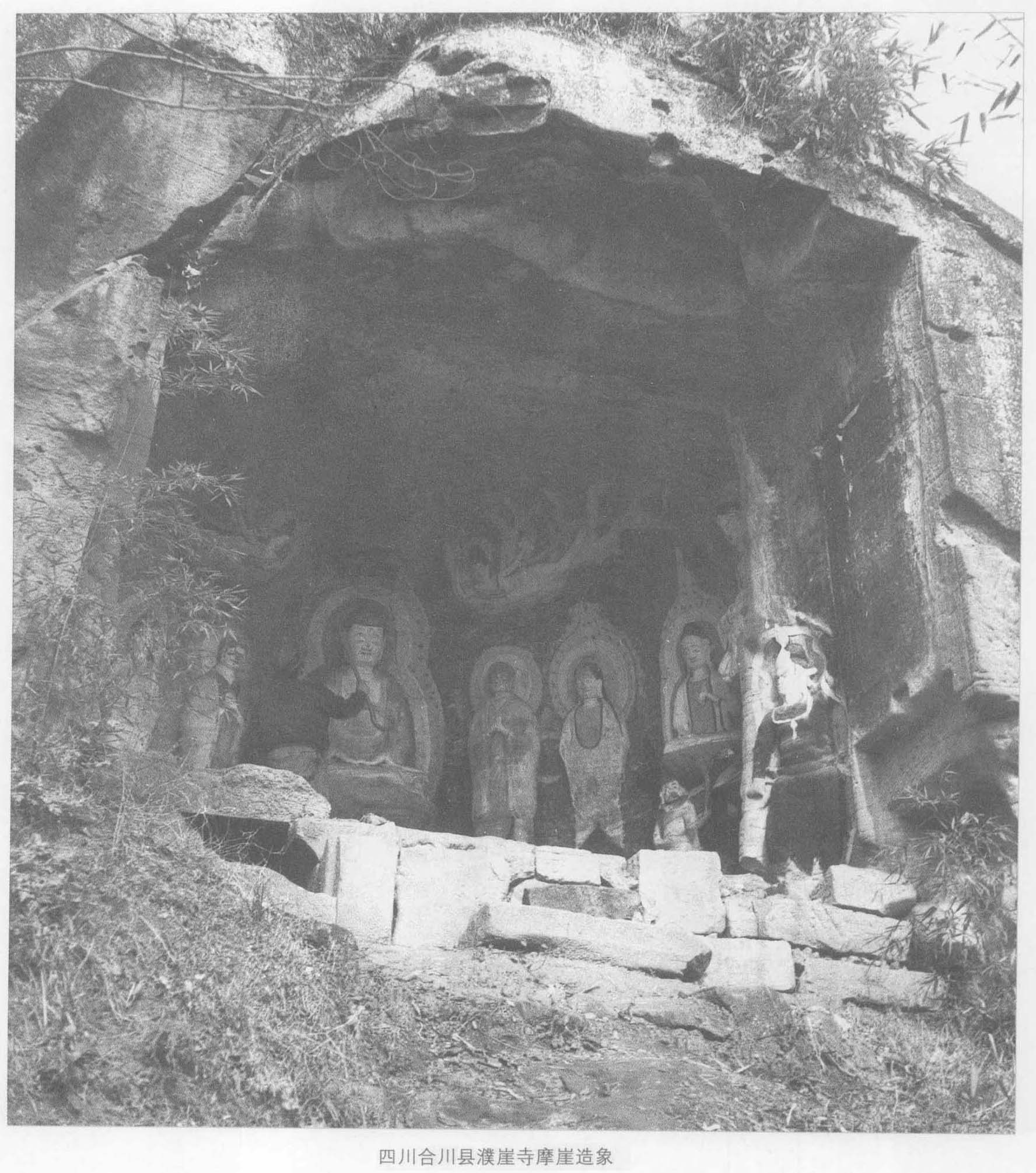
合川濮巖寺摩崖造像

## 沿革
《大足石刻圖征錄》記載： 「……城近郊北岩，造像尤為有名。有開元二十三年刺史孫希莊所作韋陀像，有開元二十七年所造彌陀像，有長慶元年刺史盧專所造彌勒佛像，又有長慶三年刺史劉溫所造盧舍那佛等像」。又稱： 「因韋君靖嘗守合川，殆慕北岩光賢所造像而仿為之。」，由此得知，合川濮岩寺摩崖造像為唐代，且早於大足石刻，為大足石刻之模板。 無產階級文化大革命後期，濮岩寺石刻區闢為採石場而遭到破壞。 

## 內容[1]
- 飛天舞群龕，主佛2尊已殘損，後壁飾浮雕飛天舞群。
- 佛像龕，主佛1尊，左右侍者各11尊。
- 佛像龕，主佛高3米，深浮雕，左右膝下各有小佛7尊，每尊高0.4米，今多已殘損。
- 佛像龕，主佛高3.5米，深浮雕，頭部和上身半殘損，龕頂刻飛天2軀，呈左右對舞狀。
- 三頭六臂佛像龕，主佛三頭六臂，其餘小佛16尊，多已殘損。
- 毗盧千佛龕，主佛跌坐，高2.9米，頭部已毀壞，左右侍者各一，每高1.7米，頭部已壞，龕壁鑿造小佛數以千計，淺浮雕，有的競露半身；龕左有南宋造像記一通，文云： 「就尚余毗盧千佛一龕……時己已嘉定二年四月廿六日張慶宗刻石」
- 跨獸佛像龕，高1米，獸頭已毀，右邊刻有「南宋開禧春，申大受命工造」等殘文。
- 其餘大小十數殘龕，造像已毀莫識。

### 摩崖碑記
據民國《合川縣誌·金石卷》載，共有唐刻4處，宋刻17處，元刻3處，明刻3處。
- 唐開元二十三年《石門彌陀像碑》
- 開元二十七年《造像記碑》
- 長慶元年《盧專造像記》
- 宋口口三年《三身佛龕記碑》
- 慶曆四年《彌勒變相記》
- 元泰定三年《造像刻石》
- 泰定五年《古佛造像刻石》
- 至元六年《飛輪寶藏記》